# برق‌درمانی

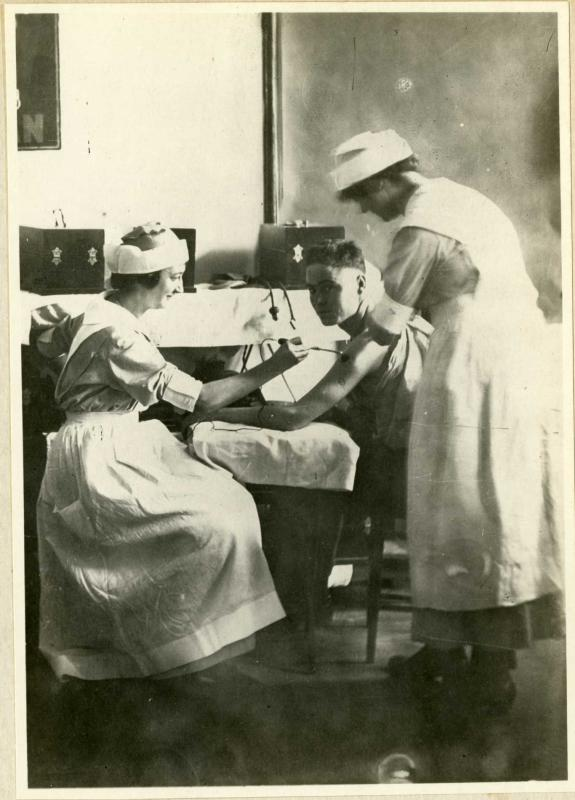
استفاده از دستگاه های الکتریکی و گالوانیسم منقطع در بازسازی عضله دلتوئید. پدیدآور: Otis Historical Archives Nat'l Museum of Health & Medicine

الکتروتراپی (به انگلیسی: Electrotherapy) یا برق‌درمانی زیرشاخه‌ای از فیزیوتراپی (مجموعه مداخله‌های پزشکی که با یاری گرفتن از عوامل فیزیکی تلاش به پیشگیری، درمان، بهبود یا بازسازی بیمار می‌کنند)، با بهره‌گیری از الکتریسیته (در قالب‌های شوک‌های خفیف، یون و جریان دائم) تلاش به درمان یا بهبود بیمار می‌کند.
این شیوه درمانی در برخی موارد می‌تواند به همراه سایر روش‌های فیزیوتراپی نیاز متخصصان را به انجام عمل‌های جراحی مرتفع سازد، اصطلاحاً به این گونه روش‌های درمانی، روش‌های غیر تهاجمی می‌گویند. تحریک اعصاب از طریق پوست (Tens)، التراسوند، درمان با موج کوتاه پالسی و درمان با امواج تداخلی از روش‌های متداول الکتروتراپی محسوب می‌شوند.
از جمله مزیت‌های درمانی الکتروتراپی می‌توان به موارد زیر اشاره داشت.
- تسکین درد از طریق تأثیر بر پایانه‌های عصبی و ترشح هورمون‌های ضد درد مانند اندورفین در بدن
- کمک به ترمیم سریع‌تر زخم‌ها و تسریع در ترمیم و بازسازی بافت‌های آسیب دیده از طریق افزایش جریان خون
- تقویت عضلات با تأثیر بر فیبرهای عضلانی و اعصاب
- افزایش جریان خون موضعی
- کاهش التهاب و تورم …[۱]

با توجه به مزیت‌های الکتروتراپی از کاربردهای آن می‌توان به موارد زیر اشاره داشت.
- کمک به درمان آرتروز
- کاهش دردهای کمر، گردن، شانه
- انواع سردرد و میگرن
- تسریع درمان آسیب دیدگی‌های ورزشی
- فتق دیسک کمر
- تنیس البو
- گلف البو
- تاندونیت و بورسیت
- کمک به تسریع جوش خوردگی‌های استخوانی
- توانبخشی‌های بعد از عمل‌های جراحی
- روماتیسم مفصلی
- ضعف عضلانی